# گمینا پودگوژن

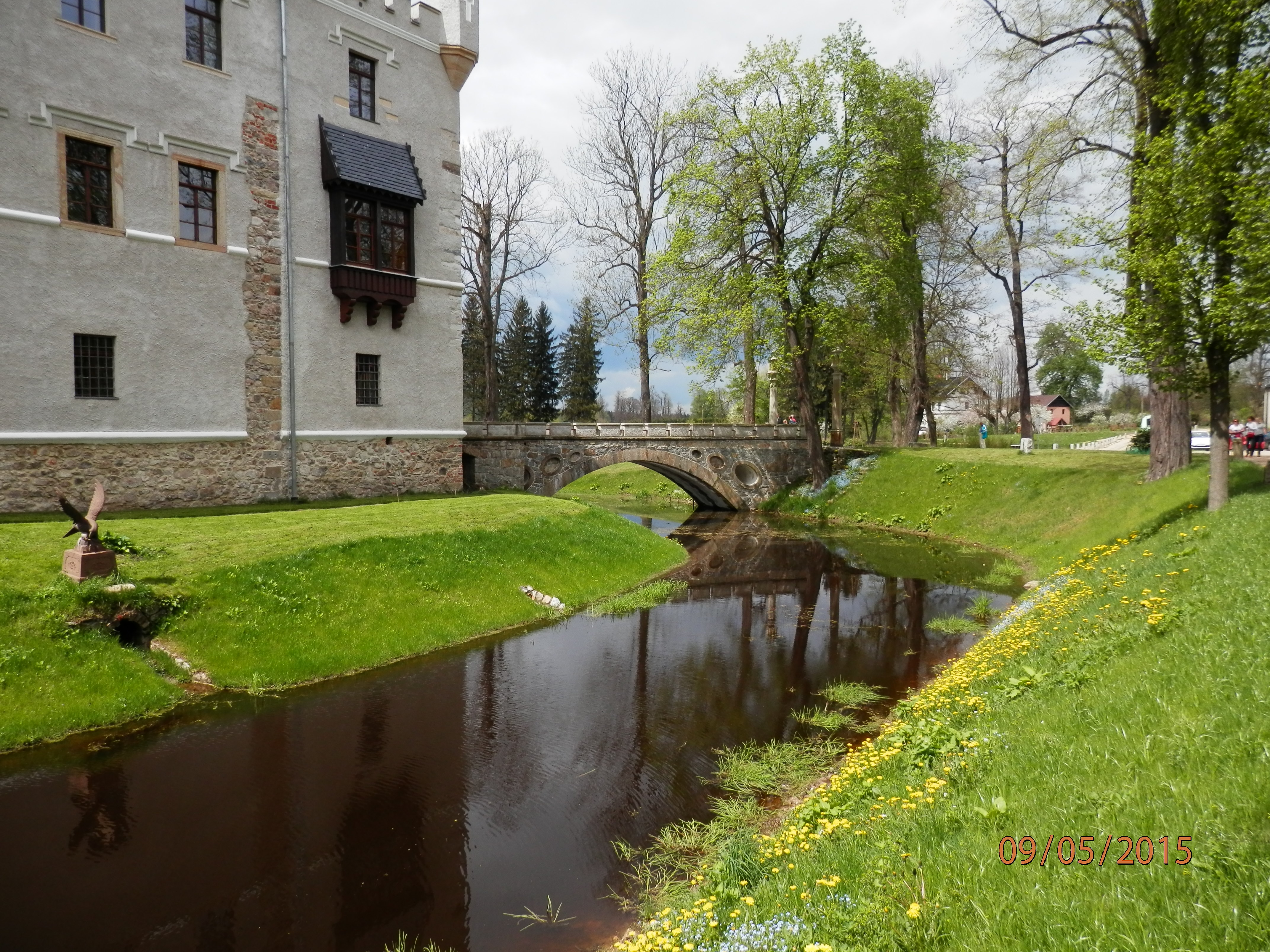
هوتل زامک

گمینا پودگوژن (به لهستانی:  Gmina Podgórzyn) یک گمینا در لهستان است که در شهرستان یلنگا گورا واقع شده‌است. گمینا پودگوژن ۸۲٫۴۷ کیلومتر مربع مساحت و ۷٬۸۳۳ نفر جمعیت دارد.